# Peter Blokhuis (politicus)
Peter Blokhuis (Baambrugge, 7 februari 1947) is een Nederlandse filosoof en schooldirecteur, en politicus voor de ChristenUnie.
Hij doorliep de hbs in Amsterdam en studeerde filosofie en kunstgeschiedenis aan de Vrije Universiteit, waar hij vervolgens ging werken als wetenschappelijk assistent. In 1985 promoveerde hij tot doctor in de wijsbegeerte op het proefschrift "Kennis en abstraktie". In 2001 werd hij benoemd als opleidingsmanager Communicatie en Journalistiek aan de Christelijke Hogeschool Ede (CHE). Sinds 2011 is Blokhuis lector aan de CHE.
Van 2005 tot 2012 vervulde hij de functie van partijvoorzitter van de ChristenUnie. Voordat Blokhuis voorzitter werd van de ChristenUnie was hij al lid en voorzitter van het curatorium van het Wetenschappelijk Instituut van de ChristenUnie geweest. Daarnaast was hij voorzitter van de stichting Reformatorische Wijsbegeerte.
Blokhuis liet met name van zich horen rond  de formatie van het kabinet-Balkenende IV. Hij maakte samen met onder anderen André Rouvoet en Arie Slob deel uit van het zeskoppige formatieteam. In de media stelde Blokhuis dat het beter was als Rouvoet als partijleider in de Tweede Kamer zitting zou nemen, en niet in het kabinet.
In aanloop naar zijn vertrek als partijvoorzitter zorgde Blokhuis nog voor enige commotie door te stellen dat hij zich op de lange termijn niet kon voorstellen dat de ChristenUnie en SGP niet samen zouden gaan vanwege de groeiende secularisatie. Zijn termijn als voorzitter liep op 12 mei 2012 af. Op die datum werd hij opgevolgd door Janneke Louisa. Dat gebeurde op het CU-congres te Zwolle, bij welke gelegenheid hij ook werd benoemd tot Officier in de Orde van Oranje-Nassau. 
Blokhuis is lid van de Protestantse Kerk in Nederland, en in het verleden van de Gereformeerde Kerken in Nederland.